# 劇団虎のこ
劇団虎のこ（げきだんとらのこ）は、日本の劇団。主宰は金子 裕。1998年冬に日本大学藝術学部出身者を中心に結成。
虎のこの代名詞は「スーツにメガネ」。同じスタイルで来演された観客に、チケット代金の一部をキャッシュバックするなどしている。

## 劇団員
- 金子 裕（かねこひろし）：主宰・脚本・演出
- 吉川裕朋（よしかわひろとも）：演出補
- 西慶子（にしけいこ）：振付
- 皆福百合子（かいふくゆりこ）
- 祖父江唯（そぶえゆい）：2009年2月入団（正式入団は9月）

## 過去の在籍団員
- 貝藤菜穂子（かいとうなほこ）2009年9月退団
- 村岡大介（むらおかだいすけ）：殺陣 2003年-2009年9月
- 菊地麻利子（きくちまりこ）2009年12月退団
- 朽木正伸（くちきまさのぶ）2009年12月退団
- 米津詩穂（よねつしほ）：2009年2月入団（正式入団は9月）

## 主な客演メンバー
- 足立紀子（あだちのりこ）
- 荒井静香（あらいしずか）：（株）フェザード
- 石澤智（いしざわさとし）：オフィスインベーダー
- 黒田龍矢（くろだたつや）
- 小松薫（こまつかおる）：東京凡人座
- 坂上圭（さかうえけい）
- 土屋兼久（つちやかねひさ）：劇団6番シード
- 福沢重文（ふくざわじゅうぶん）：演劇集団スプートニク
- 矢的彩子（やまとあやこ）
- 相橋愛子（あいはしあいこ）：マック・ミック
- 向井康起（むかいやすき）

## 主な上演作品
- 2005年：「銀座ラブダンディー」「ゲーゲーの恋・ゾンビック」
- 2006年：「time trouble 齢30」「サムリーマン 弐の巻 〜際立つ哉窓際の山田さん〜」「善人アパートメント」
- 2007年：「おんな」「time trouble 齢30」
- 2007年12月：「クリスマス・ラブダンディー」「死してなお飛ぶラブダンディー」（シアターV赤坂）
- 2008年 7月：「サムリーマン ト音記号 〜踊れる者は久しからず、歌うは佐藤鈴之助〜」（東京芸術劇場小ホール）
- 2009年 2月：「time trouble 齢30」（渋谷ギャラリー・ル・デコ）※プロデュース公演
- 2009年 5月：「悪魔のセバスチャンと天才演出家」（笹塚ファクトリー）
- 2009年11月：「おんな」（再演）（大塚萬スタジオ）
- 2010年 6月：「北村メーカー」（渋谷ギャラリー・ル・デコ）

## 外部公演
- 2009年より、北区内田康夫ミステリー文学賞授賞式にて、前回の大賞作品を舞台化しイベント公演を行う。

　　2009年3月：「金鶏郷に死出虫は嗤う」（原作：やまき美里・第６回大賞作品）

　　2010年3月：「幻の愛妻」（原作：岩間光介・第７回大賞作品）

## 主なコラボレーション
- レビューカンパニー・サルメ （サムリーマン ト音記号 〜踊れる者は久しからず、歌うは佐藤鈴之助〜）

## ファンクラブ
- 黒ブチメガネ：「虎ック」として発足。2007年に黒ブチメガネとしてリニューアル。

　年２回の会報「イロメガネ」の発行や、舞台チケットの会員限定先行予約などを行っている。

　さらに、舞台公演を観劇した会員には、来場者限定特典なども実施している。